# 関根浜港
関根浜港（せきねはまこう）は、青森県むつ市関根にある地方港湾（56条港湾）。港湾管理者及び所有者は日本原子力研究開発機構である。

## 概要
下北半島の大間崎と尻屋崎の中間に位置する港湾で、津軽海峡側に面している。
放射線漏れを起こした原子力実験船「むつ」が、元々の母港である大湊港への帰港を拒否されたため、新たな母港として約223億円をかけて建設された港である。1984年に着工、1988年に完成した。ここでむつの原子炉の改修後の航海前の点検および航海試験終了後の廃止措置を行った。現在むつの後身である海洋地球研究船「みらい」、その後継のみらいIIの母港となっている他、使用済み核燃料の燃料中間貯蔵施設への荷揚げ港となっており、構内へ直通する専用道路が整備されている。

## 周辺情報
- 関根漁港 - 西側に隣接する漁港
- むつ科学技術館
- 日本原子力研究開発機構青森研究開発センター
- リサイクル燃料貯蔵
- 海洋研究開発機構むつ研究所